# Payola
Con il termine payola si indica, nel mondo del business musicale, una pratica illecita che consiste nel pagamento di un DJ o di un direttore radiofonico da parte di una società di edizioni (ASCAP, BMI, SIAE, ...) o di etichette discografiche in cambio della messa in onda dei brani da loro prodotti.

## Etimologia
Il nome deriva dall'unione delle parole inglesi "pay" (pagare) e, alternativamente, "pianola" (nome desueto per indicare un pianoforte elettrico) o "victrola" (una famosa marca di riproduttori sonori, RCA Victor).

## Diffusione
Questa pratica, da sempre in uso fin dalla nascita della radio commerciale, non è stata ritenuta illegale fino al 1960, quando il DJ statunitense Alan Freed venne incriminato, a partire da un'operazione legale dell'ASCAP, per aver accettato $2.500 dalla BMI, somma che, stando alle dichiarazioni del disc jockey, voleva rappresentare una gratifica e che non lo avrebbe minimamente influenzato nella programmazione. Freed pagò la cauzione, ma lo scandalo distrusse tanto la sua carriera quanto quella di molti altri DJ di rock and roll.